# Battaglia di Mileto
La battaglia di Mileto ebbe luogo il 28 maggio 1807 nel corso del tentativo dei Borbone di riconquistare la parte continentale del Regno di Napoli. Lo scontro vide i francesi, comandati dal generale Reynier, prevalere sull'esercito napoletano e conquistare il dominio della Calabria per circa un decennio. Si capovolsero gli equilibri di forza creatisi dopo la battaglia di Maida del 4 luglio 1806, dove i francesi erano stati sconfitti dagli anglo-napoletani. La regione era divenuta terreno di scontro tra due delle maggiori potenze europee che miravano al controllo del Mediterraneo: la Francia e l'Inghilterra, quest'ultima alleata dei Borbone.

## I preparativi della battaglia

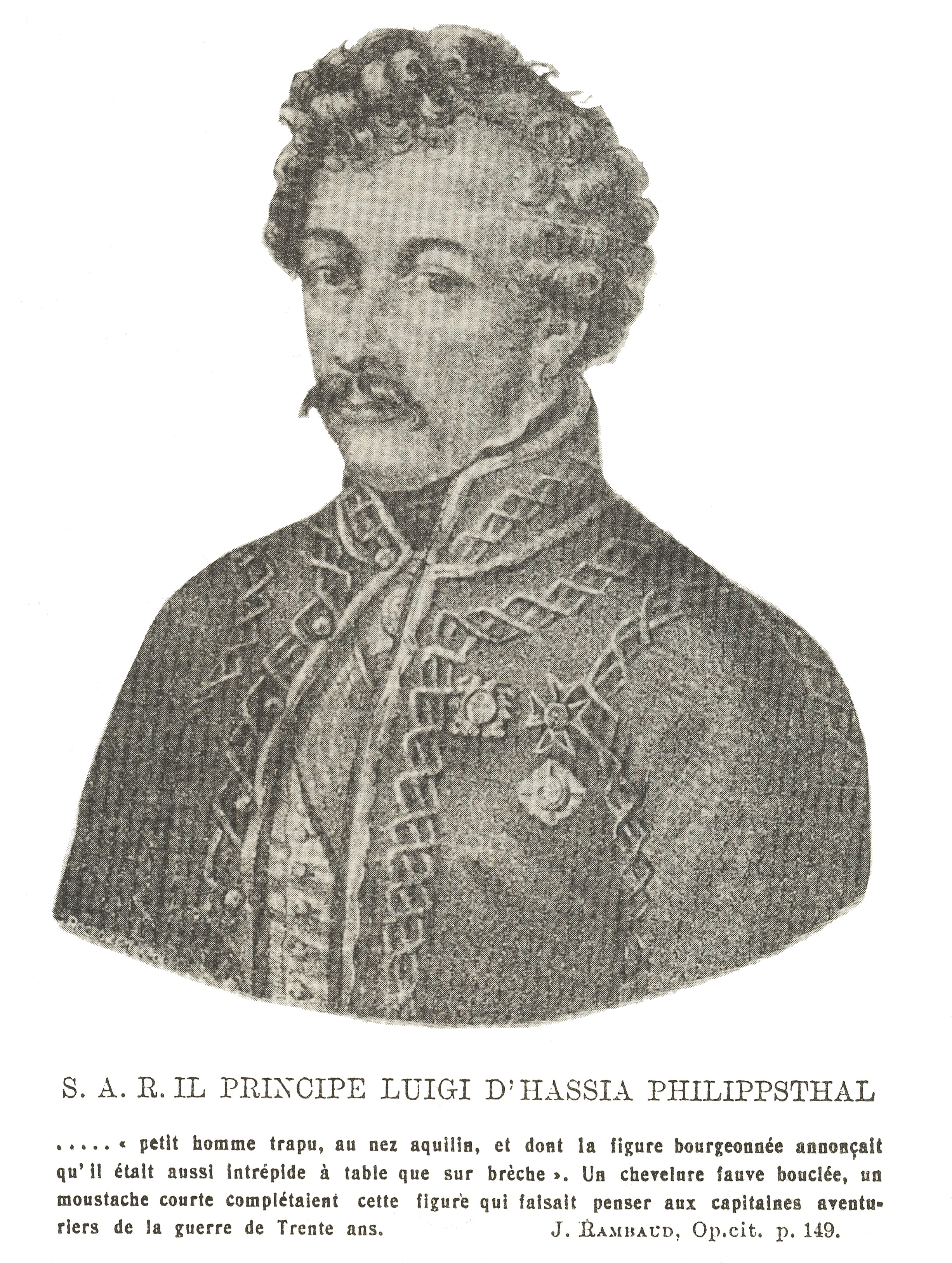
Ludwig von Hessen-Philippsthal

La casa reale borbonica di fronte all'invasione francese si rifugiò in Sicilia da dove assieme agli inglesi fomentò in Calabria il brigantaggio che diede filo da torcere ai francesi e fu oggetto di una crudele azione repressiva condotta prevalentemente dal capitano Charles Antoine Manhès, già aiutante di campo di Gioacchino Murat. Nell'isola, protetti dalla flotta inglese, Ferdinando IV e la moglie Maria Carolina d'Asburgo-Lorena, non rinunciavano alla riconquista del Regno, specie la regina che nutriva sentimenti di odio verso la Francia dove, durante la Rivoluzione, era stata ghigliottinata la sorella Maria Antonietta d'Austria.
Fu la regina Maria Carolina che scelse come comandante dell'esercito borbonico il cugino Principe Philippsthal d'Hassia, che nel 1806 aveva difeso Gaeta dai francesi, e questi nel maggio del 1807 sbarcò in Calabria con l'intento di sconfiggere il nemico. Egli comandava circa 3 500 uomini, cui si aggiungevano truppe irregolari di massisti; tra i suoi ufficiali vi era il Colonnello Vito Nunziante. I francesi seguirono la tattica di arretrare davanti all'avanzata dei Borbone e concentrarono le loro truppe, circa 5 000 uomini, a Monteleone (odierna Vibo Valentia).

## Lo scontro sul campo

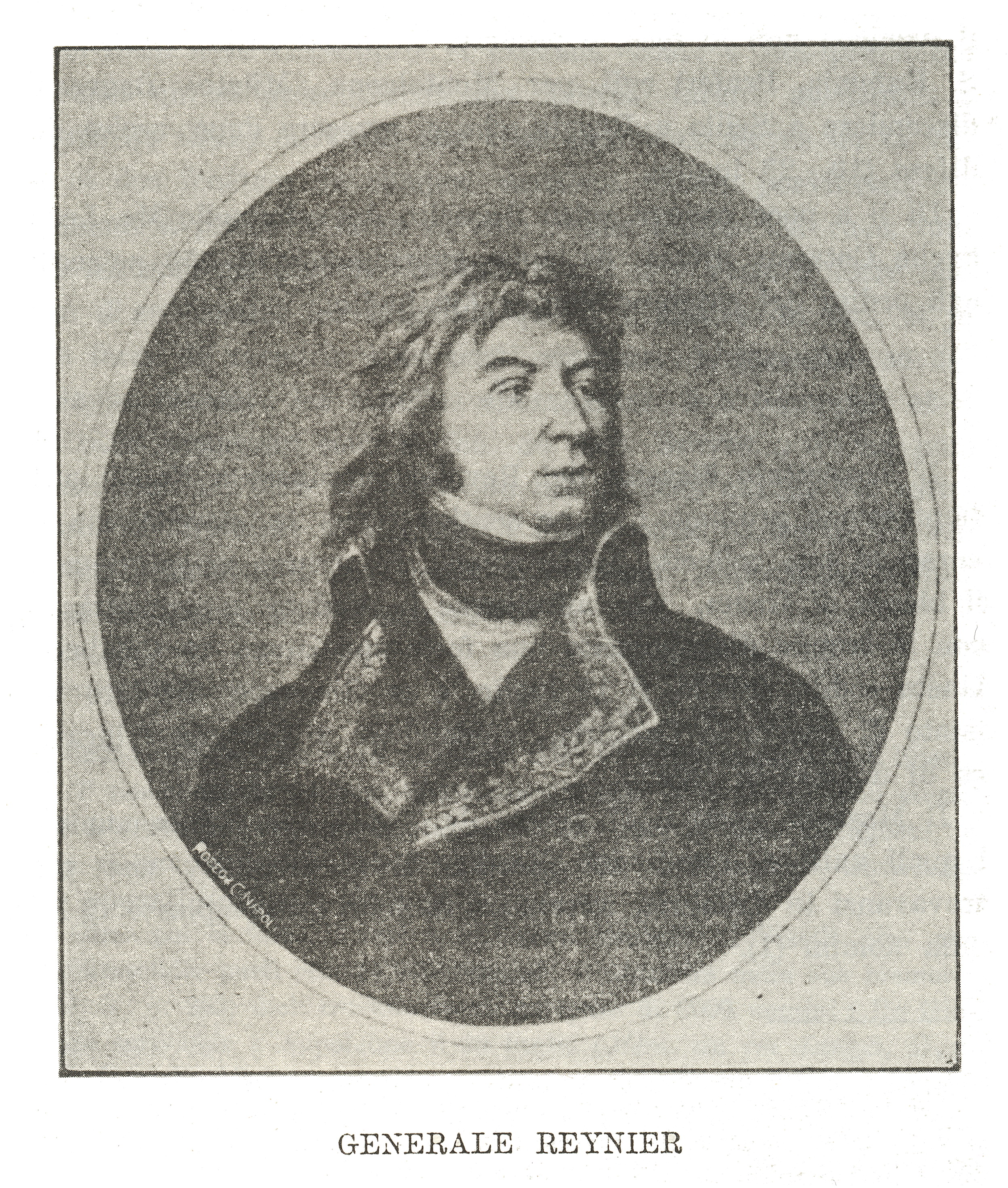
Jean Louis Ebénézer Reynier

L'esercito francese inseguiva da un anno la rivincita ed il suo Comandante Generale Reynier, che era stato sconfitto a Maida l'anno precedente, prima di muovere all'attacco così parlò ai suoi soldati: «Il sangue dei vostri commilitoni grida vendetta. Non valore, non accorgimento ci mancò in Sant'Eufemia (Maida, a.d.r.) solo avemmo avversa la fortuna. Ma ora ella ci si mostra propizia, perché ingannatrice del nemico. Facile, certo, tornerà il vendicarci, il trionfare, purché ricordiate d'esser francesi».
I tentativi di sbarco fatti nei giorni precedenti dai Borbone lungo la costa di Tropea erano stati respinti dalle guardie civiche dei Comuni costieri, e le azioni di disturbo intorno a Monteleone, condotte da bande di massisti comandate da noti briganti, come Francatrippa, ed affiancate da truppe regolari borboniche non avevano avuto migliore fortuna.
Il Philippsthal si era spostato da Rosarno a Mileto con il suo esercito il 26 maggio del 1807. Dai giornali della battaglia e dalle relazioni redatte da ambo le parti, risultano gli errori che avrebbero commesso i Borbone. Infatti pare che il Colonnello Nunziante ed altri ufficiali avessero avvertito il Principe d'Hassia di lasciare la posizione di Mileto perché tatticamente sfavorita di fronte ad un eventuale attacco nemico, ma rimasero inascoltati e alle quattro e mezza del 28 maggio venne attaccato dai francesi sulle colline di Nao e Pizzinni, che sovrastano l'abitato di Mileto. Da qui la battaglia si trasferì nell'abitato di Mileto dove si combatté a colpi di fucile e all'arma bianca tra le case e nelle campagne a sud della cittadina.
Lo scontro fu sanguinoso e l'esercito napoletano fu sbaragliato ed inseguito per Rosarno, Gioia Tauro e Seminara fino alle porte di Reggio Calabria. Altissima fu la percentuale dei morti rispetto al numero dei combattenti di circa diecimila uomini. Risulta dalle fonti che le sorti della battaglia si capovolsero quando la cavalleria borbonica lanciata all'attacco non superò l'impatto con lo schieramento di fanteria francese e ripiegò improvvisamente sulla propria prima linea travolgendola. Da questa il panico si propagò anche alla seconda linea che si diede ad una precipitosa e disordinata fuga incalzata dall'esercito e dalla cavalleria francesi. Ma quel che è peggio nel trambusto e nel fragore del combattimento le masse di irregolari si diedero a colpire e a saccheggiare i propri alleati borbonici e la sconfitta divenne presto una totale disfatta.

## Aspetti politici e strategici della battaglia di Mileto
La prima causa della sconfitta borbonica viene fatta risalire alla inferiorità strutturale dell'esercito borbonico, che aveva un'organizzazione di tipo feudale; si trattava di un apparato in grado di controllare le ribellioni interne ma inadeguato a fronteggiare sul campo un esercito organizzato come quello napoleonico che per un quindicennio sconfisse gli eserciti delle potenze europee.
Ma altri elementi che portarono il Principe D'Hassia alla sconfitta possono individuarsi nell'assenza sul campo degli alleati inglesi (che erano stati presenti a Maida nel 1806) e nel fatto che il piano predisposto dallo stato maggiore borbonico per riconquistare il Regno di Napoli non ebbe attuazione. Questo piano si articolava sull'impiego di cinque corpi di spedizione che avrebbero dovuto attuare una manovra avvolgente e nello stesso tempo suscitare una sollevazione generale delle popolazioni meridionali per giungere all'annientamento dei francesi.
Per ragioni politiche diverse il piano non ebbe attuazione e l'esercito napoletano andò incontro ad una carneficina annunciata. Tuttavia l'esercito napoletano combatté con tale valore e così numerosi erano i focolai di resistenza antifrancese che, dopo la battaglia di Mileto, Napoleone decise di abbandonare l'idea di conquistare la Sicilia.
Ferdinando IV, che poi assunse il nome di Ferdinando I, ritornò sul trono dopo il Congresso di Vienna del 1815. Infatti alla caduta dell'impero napoleonico, il tentativo di Gioacchino Murat di riconquistare il Regno di Napoli fallì miseramente, poiché egli fu preso e fucilato nel castello di Pizzo il 13 ottobre del 1815 dopo un processo sommario.